# Cerveza Schneider
Cerveza Schneider es una cerveza de la Ciudad de Santa Fe, Argentina. Su planta fue fundada por el maestro cervecero, empresario e inmigrante alemán Otto Schneider en 1931. La cerveza fue adquirida en 1972 por la Cervecería Santa Fe (CCU).

## Historia
En 1906, Otto Schneider, un maestro cervecero de origen prusiano, arriba a la ciudad de Buenos Aires, capital de Argentina, a bordo del barco "Capitán Blanco". Un año después, estaría trabajando en importantes cervecerías del país, entre ellas Cervecería San Carlos.
Otto Schneider en 1911 se instaló a los pies de la laguna Setúbal, buscando un lugar donde continuar el know how que había aprendido en el establecimiento cervecero de sus padres, en Prusia Oriental. Allí impulsó la fundación de la Cervecería Santa Fe y, 21 años más tarde, brindó su apellido a una marca propia, creando una variedad que guardaba fuertes lazos con la receta tradicional alemana de su familia.
El agua de Pilsen, en zona de colonización alemana de la actual República Checa, fue reconocida desde el siglo XIX como una de las mejores para la elaboración de cervezas. A tal punto marcó el sabor de las bebidas allí producidas que la localidad dio su nombre a toda una rama de variedades (estilo pilsen). Lo que Schneider y otros entendidos proponían era aprovechar las aguas de la cuenca fluvial sobre la cual se asienta la ciudad de Santa Fe, cuyas calidades eran equiparables a aquellas.

### Década del 30'
En 1931 renunció a su cargo debido a propuestas de varios empresarios de abrir una cervecería a base de su cerveza. De este modo nace la Cervecería Schneider.

### Fallecimiento
En 1950 falleció Otto Schneider, quedando la empresa a cargo de su hijo, Rodolfo.

### Fusión
En 1979 Schneider se fusionó con la Cervecería Santa Fe y en 2001 se relanzó su producción.